# Myotis atacamensis
Myotis atacamensis is een zoogdier uit de familie van de gladneuzen (Vespertilionidae). De wetenschappelijke naam van de soort werd voor het eerst geldig gepubliceerd door Lataste in 1892.

## Voorkomen
De soort komt voor in Peru en Chili.